# 大韓体育会
大韓体育会（だいかんたいいくかい、韓：대한체육회(大韓體育會)、英：Korean Sport & Olympic Committee、KSOC）は、大韓民国のスポーツ競技団体を統括する組織である。2009年に別組織であった大韓オリンピック委員会が本会に統合された。

## 概要
1920年7月13日に設立、1937年まで日本政府から半島在住者のみの競技大会として認可されていたが、1938年に国民体育大会に吸収された。それ以降は朝鮮半島在住している大日本帝国民として在日朝鮮系日本人と同様に国民体育大会に出場するようになった。1946年に再設立された。最大のイベントである全国体育大会の運営、韓国におけるオリンピックムーブメントを推進する組織として、オリンピック競技大会やアジア大会などの国際総合競技大会への選手派遣事業を行っている。1988年開催のソウルオリンピックを契機に、韓国選手団の選手強化をするため、泰陵選手村に続き、太白市にナショナルトレーニングセンターを設置している。
大韓体育会は2020年東京五輪・パラリンピック組織委員会が、旭日旗の持ち込みを認めたことについて日本の組織委員会に抗議した。